# Kleine bostrechterspin
De kleine bostrechterspin (Cryphoeca silvicola) is een spin uit de familie van de waterspinnen (Cybaeidae). De wetenschappelijke naam van de soort werd in 1834 als Tegenaria silvicola gepubliceerd door Carl Ludwig Koch.
De kleine bostrechterspin wordt 2,5 tot 3 mm groot. Het is een donkerbruine tot zwarte spin met licht en donker gestreepte poten. Heeft een bladtekening op het achterlijf. Komt voor in naaldbossen in het Palearctisch gebied, van Europa tot in Japan.